# Lada: The Ultimate Challenge
Lada: The Ultimate Challenge es un videojuego de carreras de combate en vehículos de 1996 desarrollado y publicado por Cadaver para DOS.

## Sinopsis
El año es 2020, la anarquía y la furia en la carretera gobiernan las carreteras, y solo los fuertes sobreviven mientras los despiadados guerreros de la carretera se aprovechan de los automovilistas que pasan. Eres un trabajador de una fábrica de Europa del Este, orgulloso propietario del último Lada del mundo. Tu misión: llegar a la fábrica abandonada de Lada y reactivarla, restaurando así la gloria de la industria automovilística rusa y devolviendo la paz y la armonía a las carreteras del mundo.

## Jugabilidad
Lada es un juego de disparos en carretera con desplazamiento vertical. Se tiene que maniobrar el Lada a lo largo de las carreteras a través de entornos cambiantes, controlar cuidadosamente la velocidad para evitar chocar y usar la ametralladora y misiles para deshacerse de otros vehículos en movimiento. Los power-ups pueden recargar la munición, reparar daños en el auto y aumentar el puntaje.